# Campeonato Sub-16 de la AFF
El Campeonato sub-16 de la AFF es el torneo de fútbol a nivel de selecciones juveniles que organiza la AFF en el cual participan las selecciones afiliadas a la federación, las cuales mayoritariamente se ubican en el Sureste de Asia aunque en algunas ocasiones han participado naciones fuera de la región de la ASEAN como invitados.

## Palmarés
| Año           | Sede              | Campeón   | Final Resultado  | Subcampeón | Tercer lugar   | Resultado        | Cuarto lugar |
| ------------- | ----------------- | --------- | ---------------- | ---------- | -------------- | ---------------- | ------------ |
| 2002          | Malasia Indonesia | Birmania  | 4 – 1            | Laos       | Indonesia      | 1 – 0            | Malasia      |
| 2005          | Tailandia         | Birmania  | 1 – 1 (pen. 4–3) | Tailandia  | Laos           | 3 – 1            | Malasia      |
| 2006          | Vietnam           | Vietnam   | RR               | Birmania   | Bangladés      | RR               | Laos         |
| 2007          | Camboya           | Tailandia | 3 – 2            | Laos       | Vietnam        | 1 – 1 (pen. 4–3) | Indonesia    |
| 2008          | Indonesia         | Australia | 1 – 1 (pen. 5–4) | Baréin     | Malasia        | 3 – 0            | Singapur     |
| 2009          | Tailandia         | Cancelado | Cancelado        | Cancelado  | Cancelado      | Cancelado        | Cancelado    |
| 2010          | Indonesia         | Vietnam   | 1 – 0            | China      | Timor Oriental | 2 – 0            | Indonesia    |
| 2011          | Laos              | Tailandia | 1 – 0            | Laos       | Birmania       | 2 – 1            | Singapur     |
| 2012          | Laos              | Japón     | 3 – 1            | Australia  | Laos           | 3 – 0            | Tailandia    |
| 2013          | Birmania          | Malasia   | 1 – 1 (pen. 3–2) | Indonesia  | Australia      | 0 – 0 (pen. 7–6) | Vietnam      |
| 2014          | Indonesia         | Cancelado | Cancelado        | Cancelado  | Cancelado      | Cancelado        | Cancelado    |
| 2015 Detalles | Camboya           | Tailandia | 3 – 0            | Birmania   | Australia      | 10 – 2           | Laos         |
| 2016 Detalles | Camboya           | Australia | 3 – 3 (pen. 5–3) | Vietnam    | Tailandia      | 3 – 0            | Camboya      |
| 2017 Detalles | Tailandia         | Vietnam   | 0 – 0 (pen. 4–2) | Tailandia  | Australia      | 3 – 2            | Malasia      |
| 2018 Detalles | Indonesia         | Indonesia | 1 – 1 (pen. 4–3) | Tailandia  | Malasia        | 1 – 0            | Birmania     |
| 2019 Detalles | Tailandia         | Malasia   | 2 – 1            | Tailandia  | Indonesia      | 0 – 0 (pen. 3–2) | Vietnam      |
| 2022 Detalles | Indonesia         | Indonesia | 1 – 0            | Vietnam    | Tailandia      | 3 – 0            | Birmania     |

## Títulos por país
| País           | Campeón              | Subcampeón                 | Tercer lugar         | Cuarto lugar         |
| -------------- | -------------------- | -------------------------- | -------------------- | -------------------- |
| Tailandia      | 3 (2007, 2011, 2015) | 4 (2005, 2017, 2018, 2019) | 2 (2016, 2022)       | 1 (2012)             |
| Vietnam        | 3 (2006, 2010, 2017) | 2 (2016, 2022)             | 1 (2007)             | 2 (2013, 2019)       |
| Birmania       | 2 (2002, 2005)       | 2 (2006, 2015)             | 1 (2011)             | 2 (2018, 2022)       |
| Australia      | 2 (2008, 2016)       | 1 (2012)                   | 3 (2013, 2015, 2017) | —                    |
| Malasia        | 2 (2013, 2019)       | —                          | 2 (2008, 2018)       | 3 (2002, 2005, 2017) |
| Indonesia      | 2 (2018, 2022)       | 1 (2013)                   | 2 (2002, 2019)       | 2 (2007, 2010)       |
| Japón          | 1 (2012)             | —                          | —                    | —                    |
| Laos           | —                    | 3 (2002, 2007, 2011)       | 2 (2005, 2012)       | 2 (2006, 2015)       |
| China          | —                    | 1 (2010)                   | —                    | —                    |
| Baréin         | —                    | 1 (2008)                   | —                    | —                    |
| Bangladés      | —                    | —                          | 1 (2006)             | —                    |
| Timor Oriental | —                    | —                          | 1 (2010)             | —                    |
| Singapur       | —                    | —                          | —                    | 2 (2008, 2011)       |
| Camboya        | —                    | —                          | —                    | 1 (2016)             |